# Angela (Band)
Angela (stilisiert: angela) ist eine japanische Popband, die dafür bekannt ist, dass ihre Lieder als Vor- bzw. Abspanntitel zu verschiedenen Animes genutzt werden. Die Hauptmitglieder sind Atsuko und Katsu. Ihre Songs nutzen meist Upbeat kombiniert mit einer Mischung aus Electronica, Dance, Rock, Swing, Minimal Jazz, Jazz und Ska. Im Jahre 2008 gründeten sie eine weitere Band namens Domestic Love Band (ドメスティック・ラヴバンド, Domesutikku Ravu Bando).

## Geschichte
Obwohl Atsuko und Katsu beide in der Präfektur Okayama geboren wurden, trafen sie sich zum ersten Mal in Tokio auf der Musikschule. Im Jahre 1993 wurde Angela gegründet und sie starteten als Straßenmusiker. Im Jahre 1999 veröffentlichten sie ihre Debütsingle memories, doch das Release wurde kaum beachtet.
2002 wurde Angela von King Records unter Vertrag genommen. Der Durchbruch kam 2003 durch den Anime Uchū no Stellvia, für den sie sowohl den Vorspanntitel Asu e no brilliant road (明日へのbrilliant road), sowie drei Abspanntitel beisteuerten, die auf zwei Singles veröffentlicht wurden, sowie ihr erstes Album Sora no Koe (ソラノコエ) veröffentlicht wurden. Seitdem haben sie Stücke für die Serie Sōkyū no Fafner ausgearbeitet und weitere Studioalben in Form von I/O (2004), PRHYTHM (2006), ein Best-of-Album namens Takarabako – Treasure Box (宝箱 -TREASURE BOX-; 2007), Land Ho! (2009) und mirror☆ge (2011). Im Jahre 2013 veröffentlichten sie ihr sechstes Studioalbum anlässlich ihres Jubiläums, das unter dem Namen ZERO erschien. Das Album landete auf dem 10. Platz der Oricon-Charts, was ZERO gleichzeitig zu ihrem zweiten Album nach PRHYTHM machte, das in den Top 10 landen konnte.
Im Jahre 2004 spielte Angela auf der Otakon-Covention in Baltimore, Maryland. Im folgenden Jahr gab es Auftritt auf der Sakura-Con in Seattle, im US-Staat Washington und auf der Fan Expo Canada (auch bekannt als CN Anime) in Toronto, Kanada.
Am 19. September 2015 traten Angela auf der Connichi in Kassel auf und spielten dort nach eigenen Angaben erstmals ein Konzert in Deutschland.

## Diskografie

### Alben
| Jahr | Titel                                                                                          | Höchstplatzierung, Gesamtwochen, AuszeichnungChartsChartplatzierungen (Jahr, Titel, Platzierungen, Wochen, Auszeichnungen, Anmerkungen) | Anmerkungen                             |
| Jahr | Titel                                                                                          | JP | Anmerkungen                             |
| ---- | ---------------------------------------------------------------------------------------------- | --- | --------------------------------------- |
| 2003 | ソラノコエ Sora no Koe                                                                         | JP36 (6 Wo.)JP | Erstveröffentlichung: 3. Dezember 2003  |
| 2004 | I/O                                                                                            | JP16 (9 Wo.)JP | Erstveröffentlichung: 17. November 2004 |
| 2006 | Prhythm                                                                                        | JP10 (6 Wo.)JP | Erstveröffentlichung: 15. März 2006     |
| 2009 | Land Ho!                                                                                       | JP24 (6 Wo.)JP | Erstveröffentlichung: 9. September 2009 |
| 2011 | 夜が運ばれてくるまでに 〜A Song in A Bed〜 Yoru ga Hakobarete Kuru Made ni 〜A Song in a Bed〜 | JP52 (3 Wo.)JP | Erstveröffentlichung: 19. Januar 2011   |
| 2011 | mirror☆ge                                                                                      | JP23 (4 Wo.)JP | Erstveröffentlichung: 22. Juni 2011     |
| 2013 | Zero                                                                                           | JP10 (8 Wo.)JP | Erstveröffentlichung: 24. April 2013    |
| 2015 | One Way                                                                                        | JP10 (7 Wo.)JP | Erstveröffentlichung: 20. Mai 2015      |
| 2016 | Love & Carnival                                                                                | JP4 (5 Wo.)JP | Erstveröffentlichung: 31. August 2016   |
| 2017 | Beyond                                                                                         | JP31 (3 Wo.)JP | Erstveröffentlichung: 20. Dezember 2017 |
| 2018 | K Seven Songs                                                                                  | JP28 (3 Wo.)JP | Erstveröffentlichung: 28. November 2018 |
| 2021 | Battle & Message                                                                               | JP13 (3 Wo.)JP | Erstveröffentlichung: 19. Mai 2021      |
| 2023 | Welcome!                                                                                       | JP36 (3 Wo.)JP | Erstveröffentlichung: 25. Oktober 2023  |

### Kompilationen
| Jahr | Titel                                                    | Höchstplatzierung, Gesamtwochen, AuszeichnungChartsChartplatzierungen (Jahr, Titel, Platzierungen, Wochen, Auszeichnungen, Anmerkungen) | Anmerkungen                             |
| Jahr | Titel                                                    | JP | Anmerkungen                             |
| ---- | -------------------------------------------------------- | --- | --------------------------------------- |
| 2007 | 宝箱 -Treasure Box- (Takarabako -Treasure Box-)          | JP19 (7 Wo.)JP | Erstveröffentlichung: 12. Dezember 2007 |
| 2014 | 宝箱2 -Treasure Box II- (Takarabako 2 -Treasure Box II-) | JP20 (5 Wo.)JP | Erstveröffentlichung: 21. Mai 2014      |
| 2018 | Angela All Time Best 2003–2009                           | JP20 (4 Wo.)JP | Erstveröffentlichung: 24. Oktober 2018  |
| 2018 | Angela All Time Best 2010–2017                           | JP18 (4 Wo.)JP | Erstveröffentlichung: 24. Oktober 2018  |

### EPs
| Jahr | Titel | Höchstplatzierung, Gesamtwochen, AuszeichnungChartsChartplatzierungen (Jahr, Titel, Platzierungen, Wochen, Auszeichnungen, Anmerkungen) | Anmerkungen                            |
| Jahr | Titel | JP | Anmerkungen                            |
| ---- | --- | --- | -------------------------------------- |
| 2007 | 新宿狂詩曲(ラプソディー) Shinjuku Rhapsody                                                                 | JP57 (2 Wo.)JP | Erstveröffentlichung: 6. Dezember 2006 |
| 2010 | 蒼穹のファフナー Heaven and Earth イメージミニアルバム Soukyuu no Fafner Heaven and Earth Image Mini Album | JP30 (4 Wo.)JP | Erstveröffentlichung: 25. August 2010  |

### Singles
| Jahr | Titel Album                                                      | Höchstplatzierung, Gesamtwochen, AuszeichnungChartsChartplatzierungen (Jahr, Titel, Album, Platzierungen, Wochen, Auszeichnungen, Anmerkungen) | Anmerkungen |
| Jahr | Titel Album                                                      | JP | Anmerkungen |
| ---- | ---------------------------------------------------------------- | --- | --- |
| 1999 | Memories –                                                       | — | Erstveröffentlichung: 26. Mai 1999                                                                                                 |
| 2003 | Asu e no Asu e no brilliant road 明日への brilliant road –       | JP15 (25 Wo.)JP | Erstveröffentlichung: 21. Mai 2003 Vor- und Abspanntitel #1 zu Uchū no Stellvia                                                    |
| 2003 | The End of the World –                                           | JP21 (9 Wo.)JP | Erstveröffentlichung: 21. August 2003 Abspanntitel #2 zu Uchū no Stellvia                                                          |
| 2003 | Merry-go-round –                                                 | — | Erstveröffentlichung: 3. Dezember 2003 Abspanntitel zu Kaiun! Nandemo Kanteidan                                                    |
| 2004 | Fly Me to the Sky –                                              | JP35 (13 Wo.)JP | Erstveröffentlichung: 26. Mai 2004 Image Song zu Sōkyū no Fafner                                                                   |
| 2004 | In Your Arms –                                                   | JP48 (4 Wo.)JP | Erstveröffentlichung: 2. Juni 2004 Vor- und Abspanntitel zu Vampire Host                                                           |
| 2004 | Shangri-La –                                                     | JP12 Platin (Digital) · (29 Wo.)JP | Erstveröffentlichung: 4. August 2004 Vor- und Abspanntitel zu Sōkyū no Fafner                                                      |
| 2005 | Mirai to Yū Na no Kotae (未来とゆう名の答え) –                   | JP24 (4 Wo.)JP | Erstveröffentlichung: 26. Januar 2005 Abspanntitel zu Jinki: Extend                                                                |
| 2005 | Dead Set –                                                       | JP19 (5 Wo.)JP | Erstveröffentlichung: 3. August 2005 Image Song zu Sōkyū no Fafner: Right of Left                                                  |
| 2005 | You Get to Burning –                                             | JP18 (6 Wo.)JP | Erstveröffentlichung: 7. September 2005 Cover des gleichnamigen Stücks von Yumi Matsuzawa                                          |
| 2005 | Peace of Mind –                                                  | JP16 (6 Wo.)JP | Erstveröffentlichung: 21. Dezember 2005 Abspanntitel zu Sōkyū no Fafner: Right of Left                                             |
| 2007 | Gravitation –                                                    | JP19 (7 Wo.)JP | Erstveröffentlichung: 9. Mai 2007 Vorspanntitel zu Heroic Age                                                                      |
| 2008 | Beautiful Fighter –                                              | JP19 (11 Wo.)JP | Erstveröffentlichung: 12. November 2008 Vor- und Abspanntitel zu Shikabane Hime                                                    |
| 2008 | Yakusoku (約束) –                                                | JP42 (9 Wo.)JP | Erstveröffentlichung: 25. Dezember 2008 zum fünfjährigen Jubiläum von Sōkyū no Fafner                                              |
| 2009 | Spiral –                                                         | JP14 (8 Wo.)JP | Erstveröffentlichung: 13. Mai 2009 Vor- und Abspanntitel zu Asura Cryin’                                                           |
| 2009 | Alternative (オルタナティヴ) Orutanativu –                       | JP16 (9 Wo.)JP | Erstveröffentlichung: 18. November 2009 Vor- und Abspanntitel zu Asura Cryin’ 2                                                    |
| 2010 | Aoi Haru (蒼い春) –                                              | JP27 (8 Wo.)JP | Erstveröffentlichung: 28. Juli 2010 Abspanntitel zu Seitokai Yakuindomo                                                            |
| 2010 | Sōkyū (蒼穹) –                                                   | JP17 (7 Wo.)JP | Erstveröffentlichung: 22. Dezember 2010 Titel zu Sōkyū no Fafner: Heaven and Earth                                                 |
| 2012 | The Lights of Heroes –                                           | JP40 (2 Wo.)JP | Erstveröffentlichung: 25. Januar 2012 A-Seite: Titel zu Heroes Phantasia, B-Seite: Titel zu Sōkyū no Fafner: Fact and Recollection |
| 2012 | Kings –                                                          | JP21 (13 Wo.)JP | Erstveröffentlichung: 24. Oktober 2012 Vorspanntitel zu K                                                                          |
| 2013 | Angel / (遠くまで) Tookumade –                                   | JP34 (4 Wo.)JP | Erstveröffentlichung: 6. November 2013                                                                                             |
| 2014 | シドニア Sidonia –                                               | JP19 (9 Wo.)JP | Erstveröffentlichung: 21. Mai 2014                                                                                                 |
| 2014 | Different Colors –                                               | JP22 (5 Wo.)JP | Erstveröffentlichung: 12. Juli 2014                                                                                                |
| 2015 | イグジスト Exist –                                               | JP7 (9 Wo.)JP | Erstveröffentlichung: 11. Februar 2015                                                                                             |
| 2015 | 騎士行進曲 Kishikoushin Kyouku –                                 | JP43 (8 Wo.)JP | Erstveröffentlichung: 29. April 2015                                                                                               |
| 2015 | Dead or Alive –                                                  | JP11 (9 Wo.)JP | Erstveröffentlichung: 11. November 2015                                                                                            |
| 2017 | 全力☆Summer! Zenryoku☆Summer! –                                  | JP29 (7 Wo.)JP | Erstveröffentlichung: 5. Juli 2017                                                                                                 |
| 2018 | Survive! –                                                       | JP21 (4 Wo.)JP | Erstveröffentlichung: 18. Juli 2018                                                                                                |
| 2019 | The Beyond –                                                     | JP20 (4 Wo.)JP | Erstveröffentlichung: 22. Mai 2019                                                                                                 |
| 2020 | 乙女のルートはひとつじゃない! Otome no Route wa Hitotsu Janai! – | JP19 (12 Wo.)JP | Erstveröffentlichung: 22. April 2020                                                                                               |
| 2020 | 叫べ Sakebe –                                                    | JP11 (4 Wo.)JP | Erstveröffentlichung: 18. November 2020                                                                                            |
| 2021 | アンダンテに恋をして! Andante ni Koi o Shite! –                  | JP38 (4 Wo.)JP | Erstveröffentlichung: 7. Juli 2021                                                                                                 |
| 2023 | Reconnection (【アニメ盤】) –                                    | JP25 (6 Wo.)JP | Erstveröffentlichung: 11. Januar 2023                                                                                              |
| 2023 | Ayakashi (【アニメ盤】) –                                        | JP47 (2 Wo.)JP | Erstveröffentlichung: 5. Juli 2023                                                                                                 |